# Sundarpur (Sarlahi)
Pour les articles homonymes, voir Sundarpur.
Sundarpur (en népalais : सुन्दरपुर) est un comité de développement villageois du Népal situé dans le district de Sarlahi. Au recensement de 2011, il comptait 7 552 habitants.